# Варанопсеиды
Варанопсеиды, или варанопиды (лат. Varanopidae) — семейство хищных амниот, известных из отложений с позднего карбона до средней перми. Хотя ранние исследования относили их к пеликозаврам (соответственно, размещали в кладе синапсид, включающей современных млекопитающих), последние исследования показывают, что на самом деле варанопсеиды могут быть диапсидными рептилиями.

## Строение
Размеры варанопид составляли от 30—50 см (археовенатор, пёзия) до 1,5 метров (варанодон, варанопс, рутиромия) и 2 метров (Watongia meieri). В целом напоминали крупных ящериц типа современных варанов (от ящериц их отличало несколько более массивное телосложение). Зубы острые, многочисленные, сжатые с боков. Морда обычно длинная, глаза большие. У варанодона описано предглазничное окно (как у архозавров). Обитали на равнинах, питались мелкими животными, мелкие виды — насекомоядные. У рода эллиотсмития (Elliotsmithia) имелись мелкие костные чешуи на спине.

## Образ жизни
Вероятно, в конце своей истории в Северной Америке варанопиды заняли положение доминирующего хищника. Ватонгия могла охотиться на крупную добычу (например, на казеидных пеликозавров, найденных в тех же отложениях). Крупные поздние варанопиды — варанопс, варанодон и ватонгия — формируют чёткую естественную группу. Последние варанопиды — эллиотсмитии — были мелкими насекомоядными животными.

## Таксономия
В настоящее время семейство рассматривают в качестве сестринской группы по отношению к офиакодонтам (Ophiacodontidae), включая в его состав 14 видов:
- Archaeovenator hamiltonensis — верхний карбон Северной Америки (Канзас)[2].
- Aerosaurus greenleeorum — верхний карбон — ранняя пермь Северной Америки (Нью-Мексико).
- Aerosaurus wellesi — верхний карбон — ранняя пермь Северной Америки (Нью-Мексико).
- Ruthiromia elcobriensis — верхний карбон — ранняя пермь Северной Америки (Нью-Мексико).
- Apsisaurus witteri — нижняя пермь Северной Америки (Техас)[5].
- Basicranodon fortsillensis — нижняя пермь Северной Америки (Техас).
- Mycterosaurus longiceps — нижняя пермь Северной Америки (Техас).
- Varanops brevirostris — нижняя пермь Северной Америки (Техас).
- Varanodon agilis — верхние горизонты нижней перми (свита Чикаша) в Оклахоме.
- Watongia meieri — нижняя или средняя пермь Северной Америки (Оклахома).
- Mesenosaurus romeri — средняя пермь Архангельской области, Россия (соответствует по возрасту очёрской фауне).
- Cabarzia trostheidei — ранняя пермь Европы (Германия) (ассельский-сакмарский века)[6].
- Pyozia mesenensis — средняя пермь Архангельской области, Россия (соответствует по возрасту очёрской фауне).
- Elliotsmithia longiceps — средняя пермь Южной Африки (зона Tapinocephalus).
- Heleosaurus scholtzi — средняя пермь Южной Африки[7].

## Иллюстрации

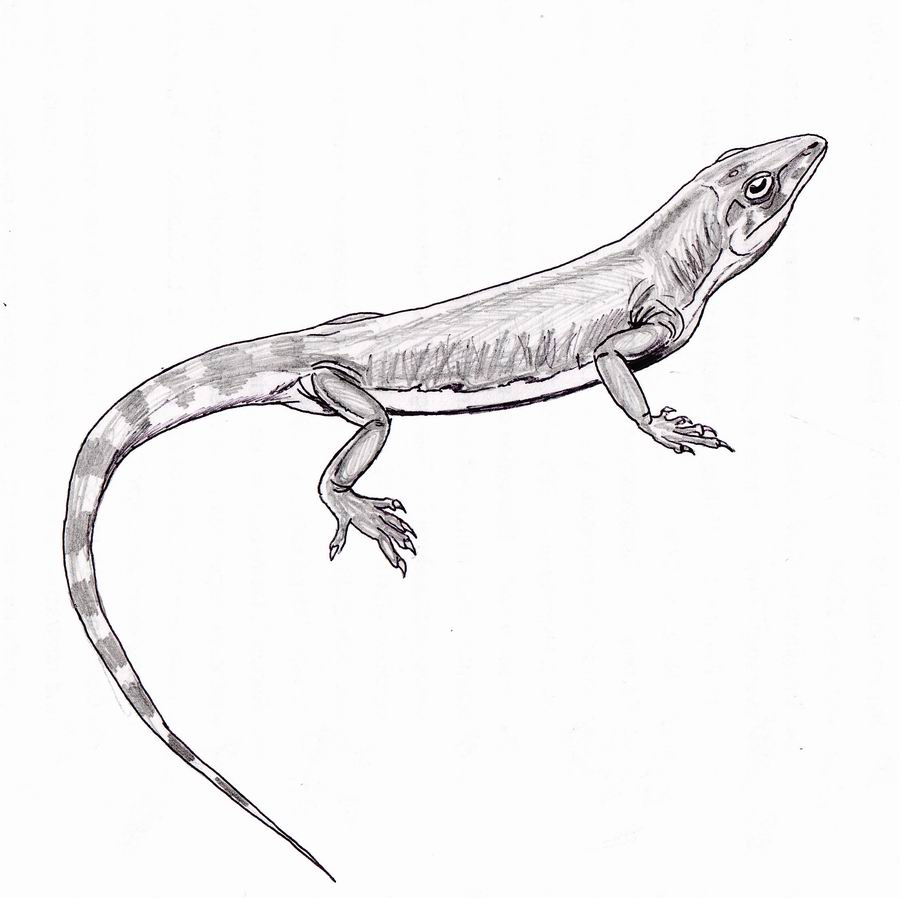
Archaeovenator hamiltonensis
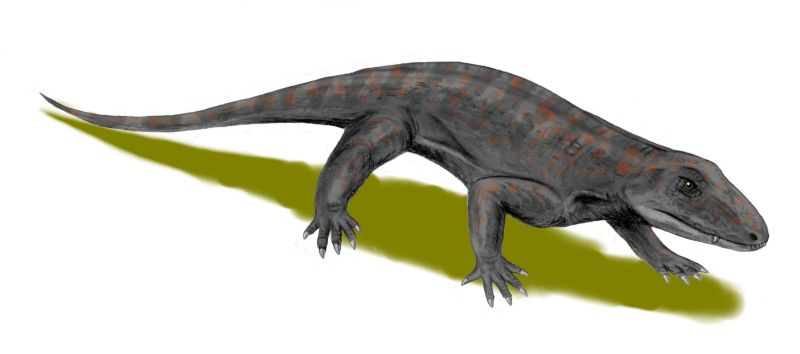
Varanops brevirostris
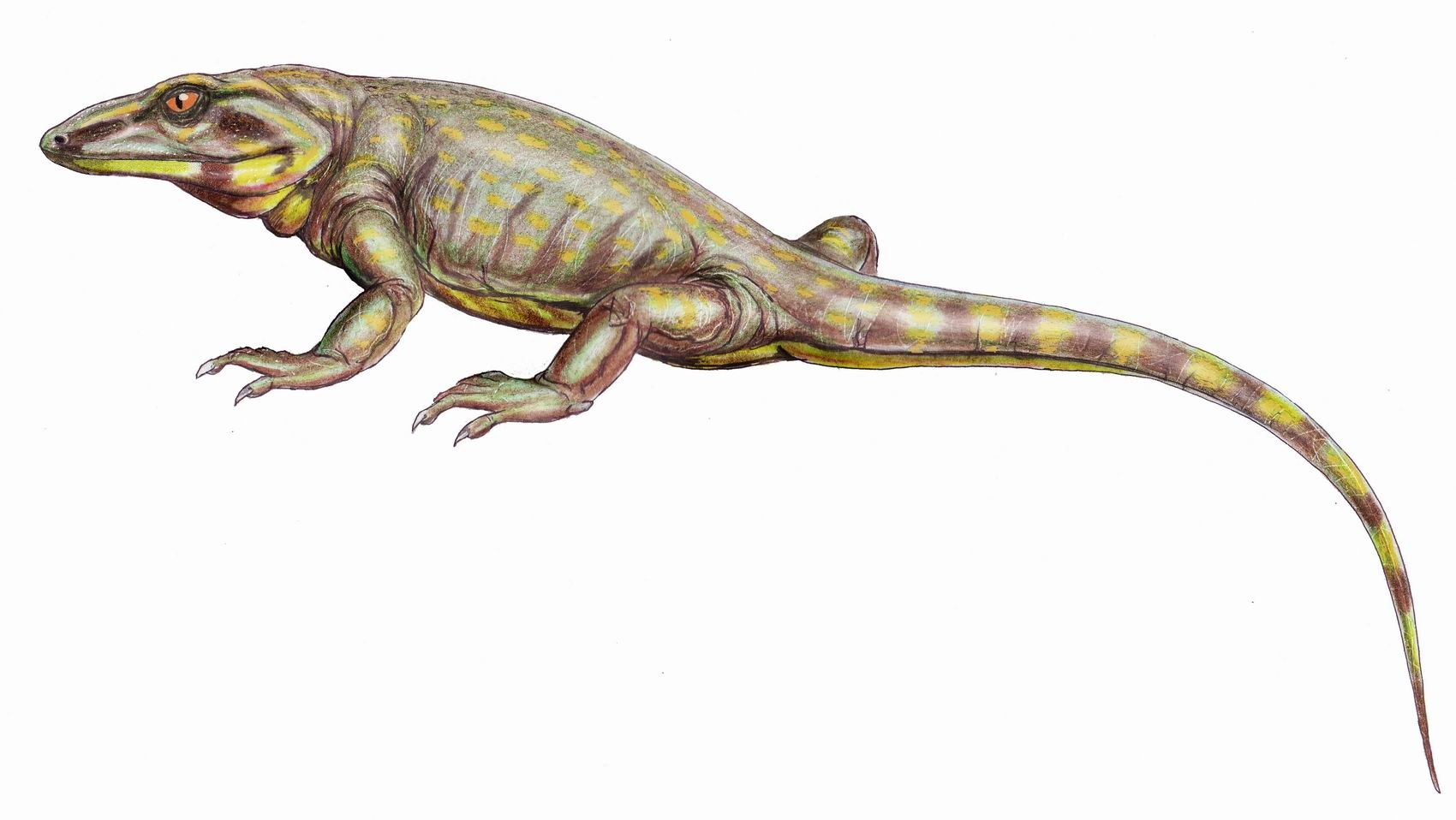
Varanodon agilis